# Saint-Georges, Lot-et-Garonne

Saint-Georges este o comună în departamentul Lot-et-Garonne din sud-vestul Franței. În 2009 avea o populație de 524 de locuitori.

## Evoluția populației
| An        | 1975 | 1982 | 1990 | 1999 | 2006 | 2009 |
| --------- | ---- | ---- | ---- | ---- | ---- | ---- |
| Populație | 530  | 548  | 572  | 561  | 550  | 524  |